# Las Huacas (Coclé)
Las Huacas es un corregimiento del distrito de Natá en la provincia de Coclé, República de Panamá. La localidad tiene 1.585 habitantes (2010).